# Wera Klementjewna Sluzkaja

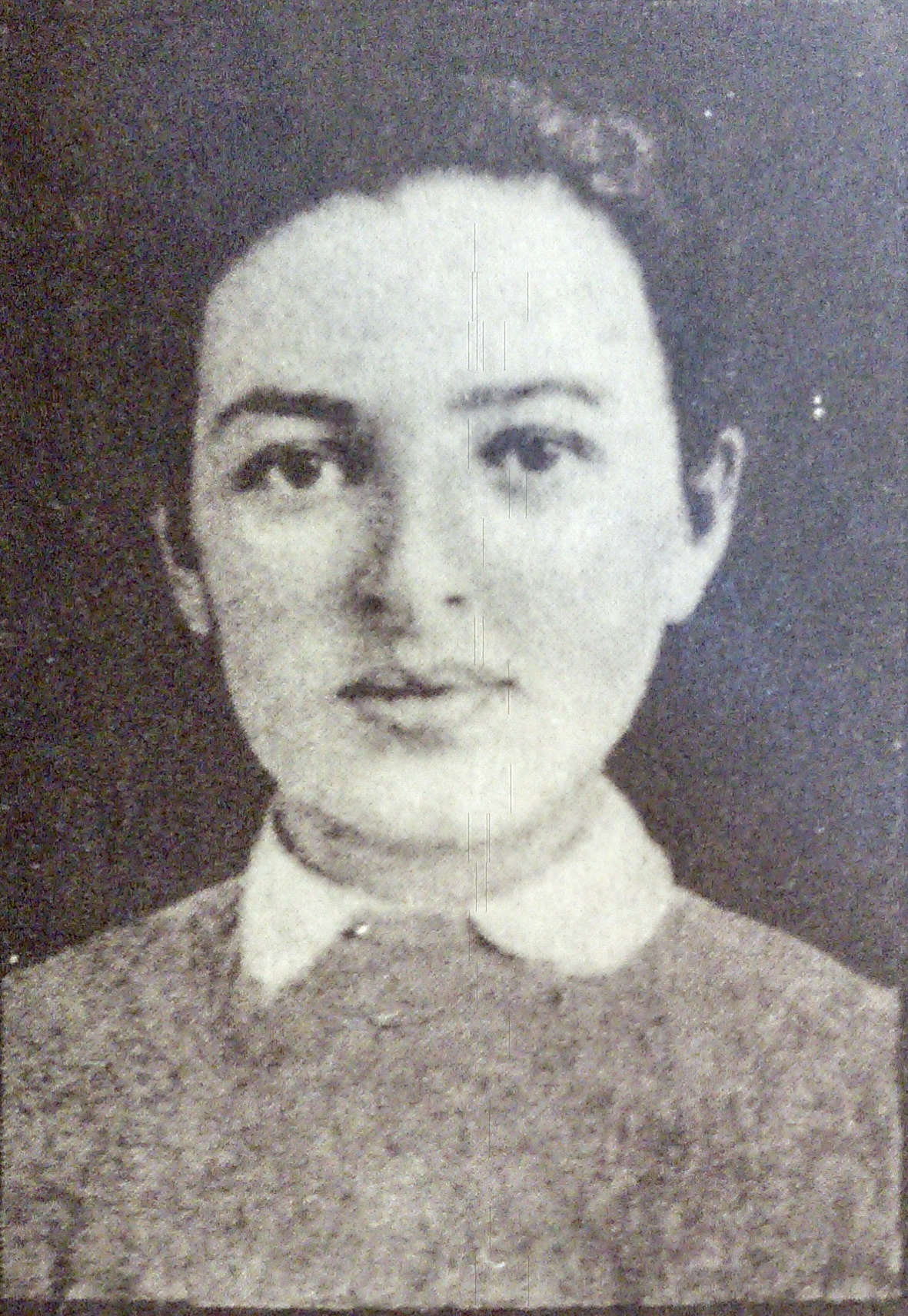
Wera Klementjewna Sluzkaja (1896)

Wera Klementjewna Sluzkaja (eigentlich Berta Bronislawowna; * 17. September 1874 in Minsk; † 12. November 1917 bei Pawlowsk) war eine russische Revolutionärin.

## Leben
Wera Sluzkaja wurde 1902 Mitglied der SDAPR. Sie nahm an der Revolution von 1905 in Moskau teil und war 1907 Delegierte der sozialdemokratischen Organisation von Brjansk auf dem fünften Parteitag in London. 1909 ging sie in die Emigration, 1912 kehrte sie zurück. 1913 leistete sie Parteiarbeit in Petersburg.
Nach der Februarrevolution 1917 war Sluzkaja Mitglied des Petersburger Parteikomitees. Sie organisierte die revolutionären Frauen und arbeitete im Wassiljewski-Insel-Bezirk. Im Verlauf der Niederschlagung der konterrevolutionären Kerenski-Krasnow-Meuterei organisierte sie die Versorgung der Rotgardisten mit Lebensmitteln und Medikamenten.
Am 12. November 1917 wurde das Auto, in dem sich Sluzkaja befand, unweit von Pawlowsk von einem feindlichen Artilleriegeschoss getroffen. Zu ihren Ehren trug die Stadt von 1918 bis 1944 den Namen Sluzk.

## Quelle
- Lexikon der Großen Sozialistischen Oktoberrevolution, Bibliographisches Institut Leipzig